# Nikos Zachariádis
Nikos Zachariádis, em grego, Νίκος Ζαχαριάδης (Edirne, Grécia, 27 de abril de 1903 — Surgut, Sibéria, 8 de agosto de 1973), foi um político grego, secretário-geral do Partido Comunista da Grécia (KKE), entre 1931 e 1956. De 7 de Fevereiro de 1949 a 3 de Abril de 1949, na última fase da Guerra Civil da Grécia, Zachariádis sucedeu a Markos Vafiadis como primeiro-ministro do chamado Governo Democrático Provisório, formado pelos comunistas, que controlavam grande parte do país - não incluída a capital, Atenas. Proclamado em dezembro de 1947, esse governo provisório foi dissolvido pelos monarquistas, apoiados pelo Reino Unido e pelos Estados Unidos, em 28 de agosto de 1949.
Após o cessar-fogo que marcou o fim da guerra civil, em 16 de outubro de 1949,  Zachariádis, assim como toda a liderança do KKE e os membros remanescentes do partido, partiram para o exílio em países do bloco comunista.  Zachariádis ainda se manteve como Secretário-Geral do KKE até a morte de Joseph Stalin, em 1953, quando caiu em desgraça diante da nova liderança soviética.
Em maio de 1956, durante a 6ª Assembleia Geral do Comitê Central do KKE, por interferência do Partido Comunista da União Soviética, foi destituído do cargo de Secretário-Geral, apesar de contar com o apoio de um grande número de membros do seu partido. Em fevereiro de 1957 foi também expulso do KKE, juntamente com grande parte daqueles que o apoiavam.
Nikos Zachariádis passou o resto de sua vida na Rússia asiática, inicialmente em Iacútia e depois fugiu para Surgut. Tentou inutilmente obter permissão para voltar e tentou fugir para à Grécia, recorrendo inclusive a uma greve de fome.  Foi encontrado,  em 1973, enforcado, na casa onde vivia. Segundo a KGB, cometera suicídio,embora fosse óbvio que era um assassinato da KGB e que esta não o faria sem a permissão de Nikita Khrushchov. Os arquivos do estado russo referentes às circunstâncias da  sua morte permanecem secretos.
Em dezembro de 1991, poucos dias depois do colapso da União Soviética, o corpo de Zachariádis retornou à Grécia, onde se realizaram os funerais.

Em 2 de outubro de 2011, o Partido Comunista da Grécia oficialmente reabilitou e reintegrou Nikos Zachariádis.
"Há uma necessidade de reabilitar Nikos Zachariádis, que foi removido como chefe do KPD e expulso do partido, como resultado de desleais, falsas acusações do partido de que ele impôs uma linha sectária, dogmática e aventureira. Essa acusação foi o resultado da dominação do oportunismo no movimento comunista internacional, o Partido Comunista e outros partidos no governo, que levou à sua posição dominante no CPG ", - disse em seu discurso 14/12/2011 a Secretária Geral do Partido Comunista da Grécia Aleka Papariga.